# Клејтон (Висконсин)
Клејтон (енгл. Clayton) град је у америчкој савезној држави Висконсин.

## Демографија
По попису из 2010. године број становника је 571, што је 64 (12,6%) становника више него 2000. године.
| Група             | 2000.       | 2010.       |
| Белци             | 496 (97,8%) | 545 (95,4%) |
| Афроамериканци    | 6 (1,2%)    | 4 (0,7%)    |
| Азијати           | 1 (0,2%)    | 0 (0,0%)    |
| Хиспаноамериканци | 0 (0,0%)    | 12 (2,1%)   |
| Укупно            | 507         | 571         |